# Falszkil

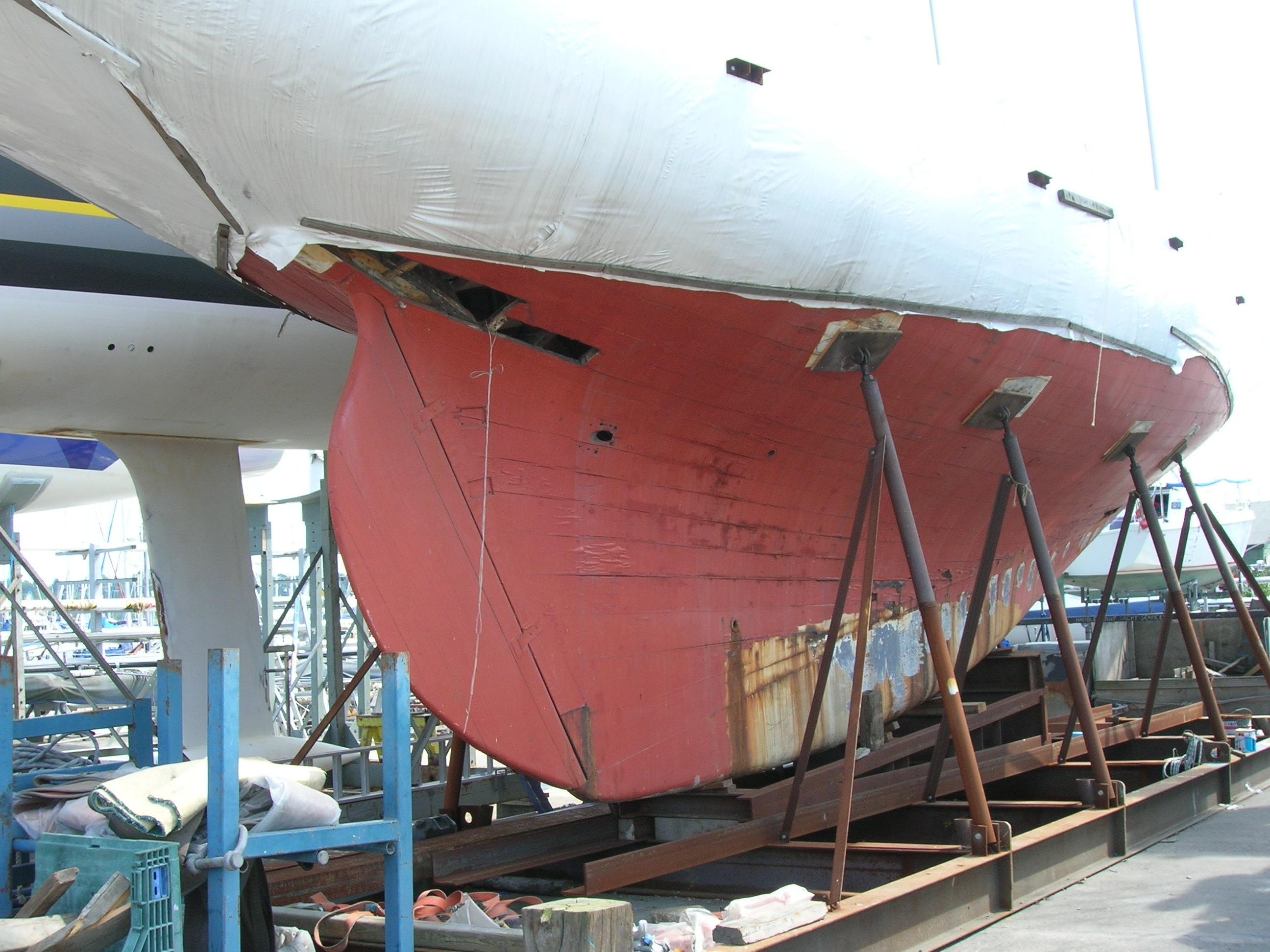
Falszkil

Falszkil – stała płetwa wystająca w dół z dna jachtu żaglowego, będąca przedłużeniem stępki na całej lub znacznej jej długości. Spełnia rolę stałego miecza i jednocześnie balastu. Balast w falszkilu jest tak usytuowany, że stanowi razem z samym falszkilem jednolitą powierzchnię i kształt, stąd nazywany jest balastem integralnym. Z tego samego powodu również całość, czyli falszkil oraz balast nazywana jest potocznie falszkilem.
Zadaniem falszkilu jest zwiększenie stateczności jednostki (poprzez balast), oraz sterowności (poprzez zwiększenie oporu bocznego części podwodnej).
Falszkil jest stosowany w kadłubach wąskich i głębokich, gdyż przejście z dna jachtu poprzez stępkę w falszkil odbywa się w sposób bardzo łagodny zarówno w przekroju podłużnym, jak i poprzecznym kadłuba. Z przodu kadłuba falszkil może przechodzić w linię dziobu jednostki nawet w sposób niezauważalny. Natomiast bezpośrednio do tylnej krawędzi falszkilu może być przymocowany ster zawiasowy, wtedy krawędź ta jest w postaci linii prostej.
Nazwa "falszkil", czyli "fałszywy kil", pochodzi właśnie od tak upodobnionego kształtu płetwy do stępki i kadłuba, że trudno odczuć obserwatorowi, w którym miejscu znajduje się prawdziwy kil i zaczyna płetwa (kil to inaczej stępka). Jeszcze inna nazwa falszkilu to "martwy kil".
Istnieją również inne rozwiązania, podobne do falszkilu, jednak odróżniają się one od kształtu dna kadłuba w sposób wyraźny i przytwierdzone są do znacznie krótszej części stępki. Są to:
- finkil czyli balast płetwowy, w którym cała płetwa jest wykonana z ciężkiego materiału i spełnia funkcję balastu. Finkil wystaje w głąb wody głębiej niż falszkil, a jego przejście w kształt dna jachtu może być umiarkowanie łagodne lub nawet odróżniać się od dna całkowicie.
- bulbkil czyli płetwa wchodząca w wodę jeszcze głębiej od finkilu i odróżniająca się od stępki zdecydowanie, kształtem przypomina wąski i długi miecz, a na końcu tej płetwy znajduje się balast bryłowy, o kształcie pękatego cygara lub podobnym.

Falszkilem nazywa się także listwę innego rodzaju, bez balastu, znacznie krócej odstającą od dna kadłuba, choć nadal zajmującą dużą część długości jego stępki. Taka listwa służy do ochrony stępki w przypadku najechania jachtem na przeszkodę podwodną. Jeszcze inne rozwiązanie falszkilu to płetwa będąca przedłużeniem stępki, ze szczeliną, przez którą można wysuwać miecz. Ogólnie rzecz ujmując, istnieje bardzo dużo różnych rozwiązań części podwodnej kadłuba jednostki żaglowej, często są to rozwiązania na granicy różnych systemów, przez co trudno jest sklasyfikować jednoznacznie, zawsze jednak falszkilem jest takie rozwiązanie, w którym poniżej stępki na znaczącej długości kadłuba jest zamocowany jeszcze jeden element konstrukcyjny.